# Triaenodes columbicus
Triaenodes columbicus là một loài Trichoptera trong họ Leptoceridae. Chúng phân bố ở vùng Tân nhiệt đới.